# Electric Fire
Electric Fire è il quarto album in studio da solista del musicista inglese Roger Taylor, noto come batterista dei Queen. Il disco è stato pubblicato nel 1998. Si fermò alla posizione numero 53 nelle classifiche del Regno Unito. La copertina presenta una fotografia di Taylor che copre parzialmente l'opera di Tim Mara "Two-bar Electric Fire No. 1". Il retro del disco presenta una foto di uno dei figli di Roger, Rufus Tiger, scattata da Bob Geldof

## Descrizione
Pubblicato quattro anni dopo il precedente disco, mantiene la medesima introspezione, ma non ebbe la stessa fortuna. Aggiunge delle sonorità maggiormente influenzate dall'elettronica. Nelle intenzioni del batterista, il disco non avrebbe dovuto ottenere grande promozione, ma comunque vennero realizzate una ventina di date, la prima delle quali si tenne nel suo studio di registrazione nel Surrey, ribattezzato per l'occasione "Cyberbarn", alla presenza di un piccolo pubblico. Il concerto venne trasmesso in diretta streaming su Internet e seguito da quasi 600 000 utenti. Questa iniziativa consentì a Taylor di ottenere un posto all'interno del Guinness dei primati.
Facenti parte delle stesse sessioni di registrazione sono anche "One Night Stand" (pubblicata nel successivo Fun on Earth) e la cover "Keep A-Knockin'", relegata ad accompagnamento del cd singolo "Pressure On".
Pressure On venne pubblicato come singolo il medesimo giorno dell'album e raggiunse la 45ª posizione in classifica.
Surrender uscì invece come singolo nel marzo 1999 e raggiunse la posizione numero 38 in classifica.
Tonight è una delicata, elegante e spensierata ballata in cui Taylor duetta alla batteria con Keith Prior, ed è l'unica traccia in cui l'autore dell'album suona la batteria.
The Whisperers è un riadattamento musicale del libro L'uomo che sussurrava ai cavalli di Nicholas Evans. Il romanzo fu talmente citato nel testo della canzone che Taylor accreditò lo scrittore come co-autore del brano.

## Tracce
Testi e musiche di Roger Taylor, eccetto dove indicato.
1. Pressure On – 4:56
2. A Nation of Haircuts – 3:32
3. Believe in Yourself – 5:00
4. Surrender – 3:36
5. People on Streets – 4:11
6. The Whisperers (Taylor, Nicholas Evans) – 6:05
7. Is It Me? – 3:23
8. No More Fun – 4:13
9. Tonight – 3:44
10. Where Are You Now? – 4:48
11. Working Class Hero (John Lennon) – 4:41
12. London Town – C'mon Down – 7:13

## Formazione
- Roger Taylor - voce, batteria, percussioni, chitarra, basso, tastiere
- Keith Prior - batteria (tracce 1, 2, 6, 9, 11, 12)
- Steve Barnacle - basso (tracce 1-4, 7, 10-12)
- Mike Crossley - tastiere (tracce 1-3, 7, 10-12)
- Jonathan Perkins - tastiere (tracce 4-6); tastiere e voce addizionale (traccia 4)
- Jason Falloon - chitarre (tracce 1, 3, 4, 5, 8, 10, 12)
- Keith Airey - chitarre (tracce 2, 7)
- Matthew Exelby - chitarre (traccia 6)
- Treana Morris - voce aggiuntiva (tracce 1, 4, 12)